# Paul Greengrass
Paul Greengrass (ur. 13 sierpnia 1955 w Cheam w hrabstwie Surrey) – brytyjski scenarzysta i reżyser, zdobywca – za film Krwawa niedziela – nagrody Złotego Niedźwiedzia na Festiwalu Filmowym w Berlinie (2002), nominowany, w 2007 roku do Oscara za reżyserię filmu Lot 93. Trzykrotny zdobywca nagrody Brytyjskiej Akademii Filmowej.
Ukończył Queens’ College na Uniwersytecie Cambridge w roku 1977 .
Karierę filmową rozpoczynał w 1989 roku filmem Zmartwychwstały. Dzieło to przyniosło uznanie krytyków, czego owocem była m.in. nagroda im. Otto Dibeliusa przyznana podczas Międzynarodowego Festiwalu Filmowego w Berlinie. Kolejny film Sztuka latania, z Heleną Bonham Carter i Kennethem Branagh w rolach głównych, zdobył Kryształową Gwiazdę podczas Festiwalu Filmowego w Brukseli.
W 2002 na ekrany kin wszedł wyreżyserowany przez Greengrassa film Krwawa niedziela. Nakręcona w reporterskim stylu ekranizacja wydarzeń mających miejsce 30 stycznia 1972 roku w Londonderry w Irlandii Północnej, kiedy to żołnierze brytyjscy z 1 Regimentu Spadochroniarzy zabili 13 uczestników marszu protestacyjnego przeciwko prawu umożliwiającemu internowanie każdego Irlandczyka podejrzanego o terroryzm, przyniosła reżyserowi sławę i uznanie na całym świecie. Film obsypany został nagrodami, zdobywając m.in. nagrodę BAFTA w kategorii najlepsze zdjęcia, nagrody British Independent Film Awards (dla Greengrassa za reżyserię oraz dla Jamesa Nesbitta za główną rolę męską), cztery nominacje do Europejskich Nagród Filmowych, nagrody Fantasporto oraz IFTA Awards. Prócz tego film zdobył nagrodę aktorską na festiwalu w Sztokholmie, wyróżniony został również podczas festiwalu filmowego w Sundance. Podczas Festiwalu w Berlinie reżyser Krwawej niedzieli nagrodzony został, wspólnie z japońskim animatorem Hayao Miyazakim (za Spirited Away: W krainie bogów), główną nagrodą: Złotym Niedźwiedziem, dodatkowo otrzymał również nagrodę jury ekumenicznego.
Niespodziewanie dla wszystkich spodziewających się kolejnego ambitnego dzieła, następnym filmem Greengrassa była Krucjata Bourne’a – kontynuacja kasowego przeboju z 2002, Tożsamość Bourne’a, z Mattem Damonem i Franką Potente w rolach głównych. Film został ciepło przyjęty zarówno przez widzów (czego dowodem była duża liczba sprzedanych biletów), jak i przez krytyków, wyróżniony został również kilkoma nominacjami do nagrody Saturna. W tym samym, 2004 roku na ekrany wszedł nagrodzony na festiwalu filmowym w San Sebastian oraz podczas ceremonii rozdania nagród BAFTA film telewizyjny Omagh, do którego Greengrass napisał scenariusz, był również jego producentem.
W 28 kwietnia 2006 na ekrany kin w Stanach wszedł film Petera Greengrassa, Lot 93. Dzieło przedstawiające, podobnie jak Krwawa niedziela, w paradokumentalny stylu (w czasie rzeczywistym) 111 minut lotu samolotu United Airlines 93, który 11 września 2001 rozbił się w Shanksville w Pensylwanii, zostało ciepło przyjęte przez rodziny ofiar tragedii, nie umknęło również uwadze krytyków filmowych. Efektem tego był kolejny deszcz nagród, m.in. nominacja do Oscara (Greengrass przegrał z Martinem Scorsese), oraz kolejne już wyróżnienia podczas rozdania nagród BAFTA.
W sierpniu 2007 na ekrany kin wszedł kolejny film Paula Greengrassa, Ultimatum Bourne’a – trzecia część przebojowej sagi o przygodach Jason Bourne’a.

## Filmografia
- 1989: Zmartwychwstały – reżyseria
- 1998: Sztuka latania – reżyseria
- 1999: Zabójstwo Stephena Lawrence’a – scenariusz, reżyseria
- 2002: Krwawa niedziela – scenariusz, reżyseria
- 2004: Omagh – scenariusz, produkcja
- 2004: Krucjata Bourne’a – reżyseria
- 2006: Lot 93 – scenariusz, reżyseria
- 2007: Ultimatum Bourne’a – reżyseria
- 2010: Green Zone – reżyseria, produkcja
- 2013: Kapitan Phillips – reżyseria
- 2016: Jason Bourne – scenariusz, reżyseria, produkcja
- 2018: 22 lipca – scenariusz, reżyseria